# Cornelius Trimborn
Cornelius Balduin Trimborn (né le 8 janvier 1824 à Bergheim et mort le 17 février 1889 à Cologne) est un avocat et député du Reichstag.

## Biographie
Trimborn étudie au lycée catholique de Marzellen à Cologne de 1837 à 1845 et étudie le droit à l'Université de Bonn de 1843 à 1846. Au cours de ses études en 1843, il devient membre de la fraternité Fridericia Bonn et en 1844, il est cofondateur de la Burschenschaft Alemannia Bonn. En 1846, il devient auscultateur au tribunal régional de Düsseldorf, en 1848, avocat stagiaire et plus tard à Cologne. À partir de 1851, il est avocat à Cologne. Il est membre de la chambre des représentants de Prusse pour la 2e circonscription du district de Dusseldorf (ville de Krefeld) au moyen d'une élection partielle au printemps 1880 jusqu'à la fin de la législature en 1882 et à partir de 1886. Pour la même circonscription, il est également député du Reichstag pour le Zentrum. Ses deux mandats prennent fin avec sa mort.
Cornelius Balduin Trimborn est marié à Antoinette Clémentine Trimborn née Pauli, avec qui il a 15 enfants, dont l'un est l'homme politique Karl Trimborn (de).
La tombe de la famille Trimborn se trouve dans le cimetière Melaten de Cologne.
La Balduinstrasse porte son nom dans le quartier Altstadt-Sud de Cologne. La Antoniastraße à Cologne-Kalk est dédiée à son épouse Antoinette (1827-1903).